# Pay Me!
Pay Me! er en amerikansk stumfilm fra 1917 af Joe De Grasse.

## Medvirkende
- Lon Chaney som Joe Lawson
- J. Edwin Brown som Martin
- William Clifford som Hal Curtis
- Evelyn Selbie som Hilda Hendricks
- Tom Wilson som Mac Jepson